# Rhipidia (Rhipidia) profana
Rhipidia (Rhipidia) profana is een tweevleugelige uit de familie steltmuggen (Limoniidae). De soort komt voor in het Neotropisch gebied.